# Coburger Blutsonnabend
Als Coburger Blutsonnabend wird der 3. September 1921 bezeichnet, an dem in Coburg eine Protestdemonstration der Coburger SPD und Gewerkschaften von der Bayerischen Landespolizei blutig beendet wurde.
Nach der Ermordung des Zentrumsabgeordneten und ehemaligen Reichsfinanzministers Matthias Erzberger am 26. August 1921 beschlossen Coburger Betriebsräte und Funktionäre der SPD und USPD, an der Spitze Franz Klingler und Otto Voye, am Sonnabend, den 3. September eine „Demonstrationsversammlung für die Republik und gegen den politischen Meuchelmord“ durchzuführen, zu der sich etwa 2500 Menschen auf dem Coburger Schlossplatz versammelten. Während der Rede von Franz Klingler fuhren im Umkreis Lastkraftwagen auf, deren Besatzung, mit Stahlhelmen und Maschinengewehren ausgerüstete Polizeiangehörige, sofort damit begannen, Straßensperren zu errichten, was zu einem großen Aufruhr unter den Versammlungsteilnehmern führte. Ein großer Teil stürmte vom Schlossplatz in die Innenstadt, wo es zu gewaltsamen Auseinandersetzungen mit der Landespolizei kam. Dabei wurden unter anderem von der Landespolizei Handgranaten geworfen und Gewehrschüsse abgegeben. Von 20 verletzten Personen mussten sechs in das Krankenhaus. In der Nacht zum 5. September verstarb dort ein Arbeiter an den Folgen einer Schussverletzung.
Das Coburger Volksblatt beschrieb die Ereignisse am 5. September: „Schon hörte man entfernte Schüsse knallen. Genosse Klingler gab das Ende der Demonstration bekannt, wollte gerade zum Auseinandergehen auffordern, die Fahnen und Inschrifttafeln waren schon während des Schlussliedes zusammengezogen und auf die Bürglaßseite verbracht worden, da krachten unmittelbar aus der Johannisgasse die Schüsse. Nun stürmten Genosse Klingler und mehrere Vertrauensleute nach dieser Stelle; da krachte es auf dem Markt, vom Spitaltor her; die Situation so zu schildern wie man sie überall an den gefährdeten Stellen antraf, ist unmöglich. Es krampfte sich das Herz zusammen, bei dem Anblick unseres Coburg und der wild gewordenen "Ordnungsbestie", die in den Straßen unseren friedlichen, herrlichen, schönen Coburgs raste.“